# Аматциемс
А́матциемс (латыш. Amatciems) — экопоселение в Драбешской волости (Аматский край, Латвия). Является одним из образцов ландшафтной архитектуры.

## Физико-географическая характеристика

### Географическое положение
Аматциемс расположен в холмистой местности Видземской возвышенности, в 80 км от Риги и 12 км от города Цесис. Вблизи посёлка проходят национальная автодорога A2 и железнодорожная линия Рига — Лугажи. Попасть в поселение можно по региональной автодороге P31 (по участку, соединяющему Цесис и Эргли).
Первоначально застраиваемый участок занимал 150 га, в направлении от трассы P31 вдоль железной дороги и реки Амата. Затем дополнительно начали осваиваться ещё два участка, площадью 20 и 30 га.

### Ландшафт
К занимаемому участку применены приёмы ландшафтной архитектуры. Изначально на нём располагались только два водных объекта — озёра Мелнэзерс (латыш. Melnezers) и Векис (латыш. Vēķis). Сейчас количество водоёмов превышает 30 (из которых до 10 больших, площадью 5-6 га), они занимают около 30 % поверхности участка. Крутизна склонов увеличена с 5-10 до 5-15 градусов (местами угол достигает 40 градусов). На сегодня для участка характерен мозаичный ландшафт, сочетающий озёра, пруды, маленькие острова и полуострова, поросшие лесом холмы, низины и открытые пространства.

## История
Поселение представляет собой коттеджный посёлок, автором идеи которого выступил латышский предприниматель Айварс (Чирис) Звирбулис (латыш. Aivars Zvirbulis). Первоначально Звирбулис занимался типографским и издательским бизнесом: ему принадлежали рижское картографическое издательство Jāņa sēta, также одноимённые типография (впоследствии приобретена типографией Preses nams) и картографический магазин. Участок площадью 3 га близ реки Амата был приобретён предпринимателем для собственного проживания. Затем на бизнесе негативно сказался российский кризис 1998 года, после которого Звирбулис продал типографию и начал скупать земли рядом со своим поместьем с целью создания парка.
Идея строительства посёлка возникла случайно; развитие Аматциемса в качестве поселения начинается в 2004 году. Продажа земельных участков, составляющих первую очередь проекта, завершилась в 2013 году, ведётся развитие второй очереди. По состоянию на начало 2013 года, стоимость вложений в создание инфраструктуры составила 21 млн евро. Строительство осуществляется частично на средства Звирбулиса, частично на кредитные. Первый кредит на развитие посёлка выделил будущий президент Латвии Андрис Берзиньш.

## Идеология и правила застройки
При планировании поселения А. Звирбулис взял за образец рижский микрорайон Межапарк, где люди живут в гармонии с природой. По своим функциям Аматциемс похож на «спальный район», потому что здесь запрещена производственная деятельность. 
Посёлок нарезан на участки площадью от 0,4 до 1,5 га. Каждый участок имеет неповторимый ландшафт и как минимум один собственный искусственный водоём. Дома можно размещать только в определённых местах на территории участков, чтобы они не смотрели друг другу в окна. Все проекты домов согласовываются с главным архитектором Аматского края. Большинство застройки — это срубы и деревянные каркасные дома, а крыша может быть только тростниковой, черепичной или деревянной. Работы выполняют принадлежащие Звирбулису фирмы.

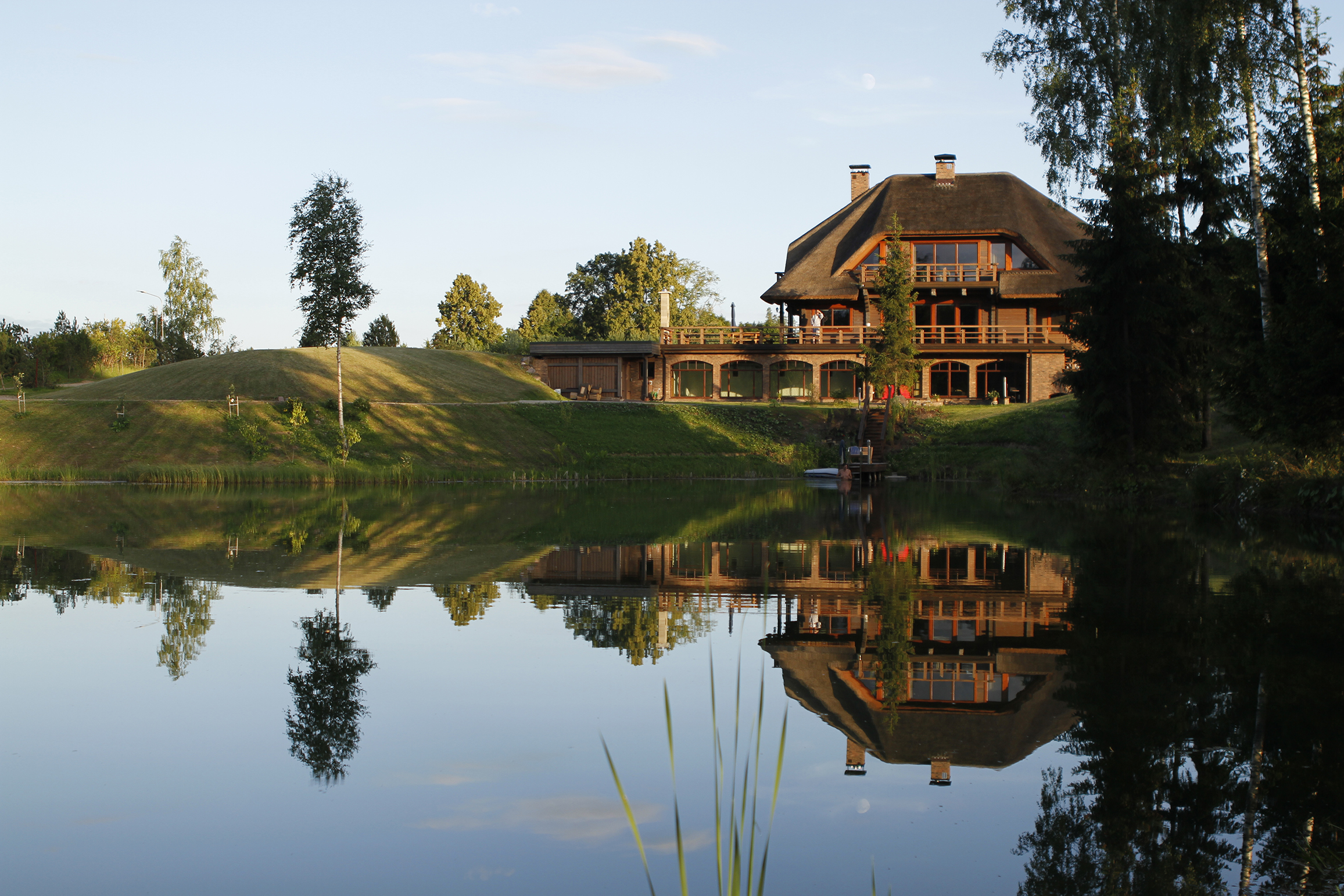
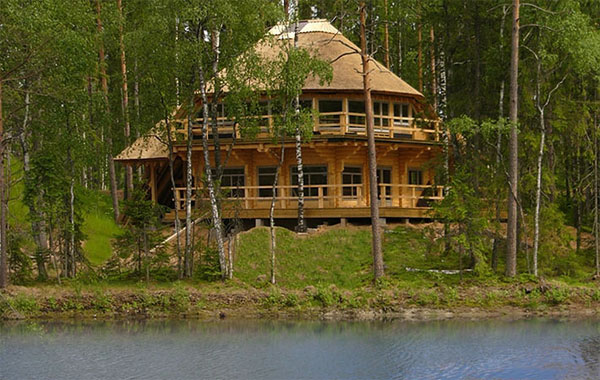
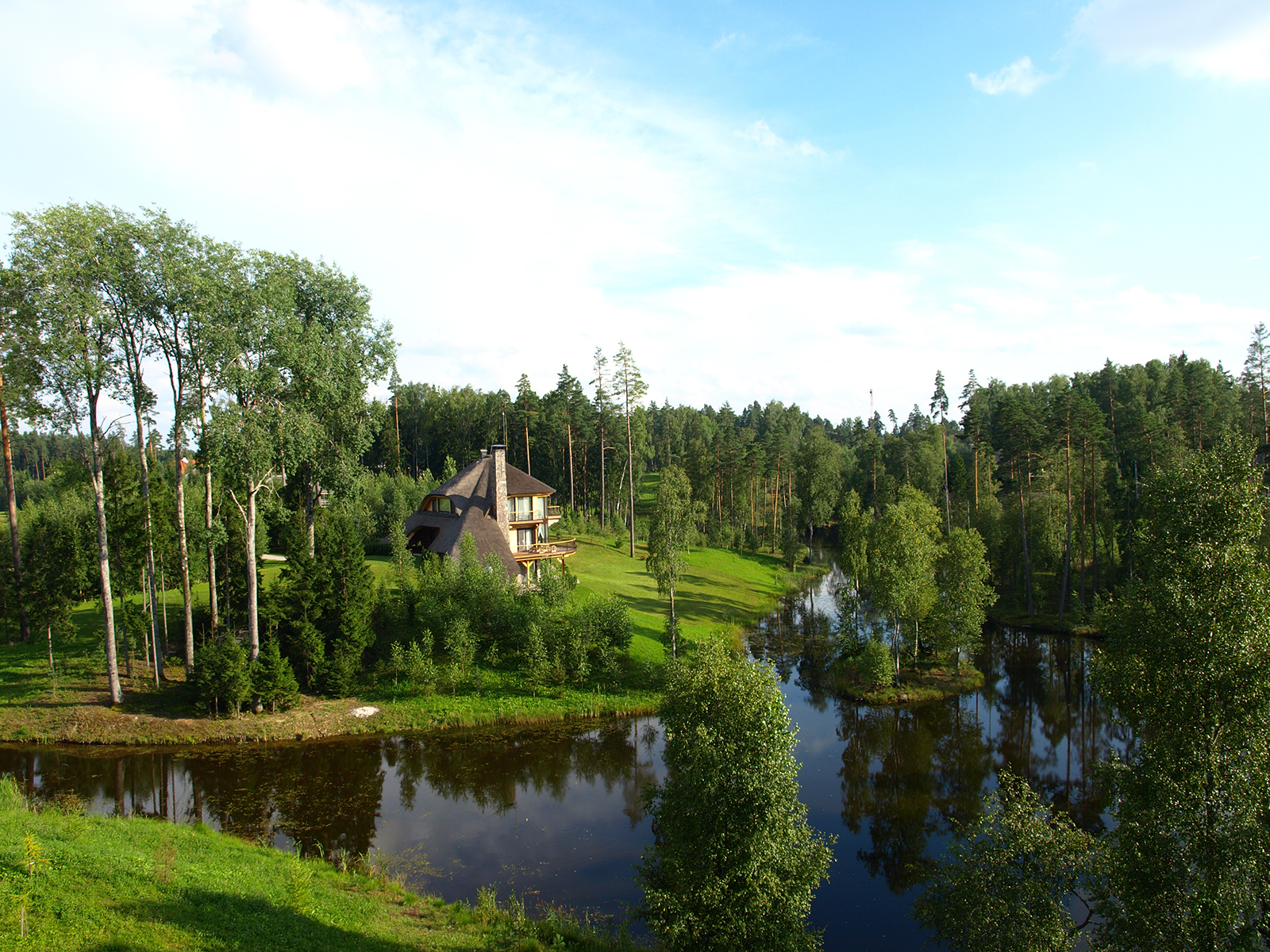

## Население
По состоянию на август 2010 года, в посёлке насчитывалось 27 семей (72 человека). Из них 12 семей проживали постоянно, 15 навещали Аматциемс в отпуск и на выходные. Постоянные жильцы представляли латвийские города Ригу, Сигулду и Цесис. В числе прочих имелись как граждане Латвии (главным образом из Риги и Юрмалы), так и жители России, Бельгии, Великобритании, Италии, Саудовской Аравии и Венесуэлы. 
Среди известных жильцов — латвийский композитор Петерис Васкс и российская актриса Чулпан Хаматова.